# 酸素欠乏症
酸素欠乏症（さんそけつぼうしょう、英: oxygen deficiency、通称：酸欠、さんけつ）は、ヒトにおいては酸素の濃度18％未満の環境に置かれた場合に生じ得る症状である。ただし、発症する酸素濃度には個体差が見られる。なお、地球の地表付近の空気中の酸素濃度は約21％である。
酸素の不足に対して、最も敏感に反応を示すのは、脳の大脳皮質であり、機能低下から始まり、機能喪失、脳の細胞の破壊につながり、非常に危険である。ちなみにヒトにおける脳の酸素消費量は、全身の約25%に及ぶ。

## 発症のメカニズム
ヒトは主に肺胞でガス交換をしている。肺胞の毛細血管から肺胞腔に出てくるガスの酸素濃度は状況によって幅が見られるものの、一般的には約16％程度であり、これが空気中の21％の酸素と濃度勾配に従って交換される。したがって1回でも酸素16%以下の空気を吸うと、肺胞毛細血管中の酸素が逆に肺胞腔へ濃度勾配に従って引っ張り出されてしまう。更には血中酸素が低下すると延髄の呼吸中枢が呼吸反射を起こして反射的に呼吸が起こり、呼吸をすると更に血中酸素が空気中に引っ張られると言う悪循環が起こる。したがって酸素濃度の低い空気は一呼吸するだけでも死に至る事があり大変危険である。また死亡前に救出されても、脳に障害が残る危険性もある。
低酸素の空気で即死に至らなかった場合でも、短時間で思考能力の低下に至りやすいため、低酸素であることに気付いてからでは遅い場合や、更には運動機能も低下することもあり自力での脱出は困難である。加えて酸素が欠乏しているかどうかは、臭いや色などでは全く判別できず、また初期症状も眠気や軽い目眩として感じるなど特徴的でもない上に、息苦しいと感じない（息苦しさは血中の二酸化炭素濃度による）ため、酸素の濃度が低いことに全く気づけずに奥まで入ったり、人が倒れているのを見てあわてて救助しようと進入した救助者も昏倒したりする。また低所やタンクなどで出入りにハシゴを使用するような場合は転落する危険があり、それそのものでの怪我は大したものでなくても、より低濃度酸素の空気に晒されると共に自力脱出はより困難になる。
これらのこともあり死亡の危険はかなり高く、労働災害などで酸欠による死亡者数が多い要因になっている。

## 起こり得る場所
タンク、井戸、洞窟、窪地、廃坑
CO2など空気の平均密度よりも重いガスは下に溜まるため、井戸・地下室・窪地などの周辺に比べ低地になっている箇所は危険性が高い。
乾性油（アマニ油等）の塗装後、酸素と乾性油の化合により、酸素が欠乏する場合がある。
沼や沢などの腐泥層からメタンガスが湧出することがあり、空気を押し出し、あるいは希釈し、酸素が欠乏する場合もある。
地下室や井戸、洞窟内では、土壌中や地下水に含まれる低酸素の状態に置かれていたマンガンや鉄分などが、酸化されることにより、内部の空気の酸素が奪われている場合もある。
稼働している坑道では常に空気が送り込まれているが、廃坑ではメタンガスや一酸化炭素が溜まっていることがあり、空気が押し出されて酸欠状態が発生することがある。
マンホール内、下水道内
好気性微生物が酸素を消費するため。
野菜、穀物、牧草、木材の貯蔵庫（むろ）
暗室では植物でも光合成による酸素生成より呼吸による酸素消費が上回るため。
特に「植物は常に酸素を作るもの」という思い込みが危険である。
おがくず、酒類や調味料の絞りカスなどの倉庫
水気があれば腐敗・発酵しやすく、その際に酸素を消費する。
金属を産出する鉱山、屑鉄・屑アルミ等の金属倉庫
金属単体が酸化する際に酸素を消費するため。特に錆びやすい上に表面積が大きくなっている屑鉄置場は低酸素状態が発生しやすい。

## ガスの直接及び直接的な吸引
窒素、アルゴン、ヘリウムなどのそれ自体は無害なガスでも、直接吸引または袋など狭い空間に充満した場合は、酸素が無いため吸引すれば酸欠となる危険性が高い。特にパーティグッズのヘリウムガス（酸素を20%程度混合してある）を風船用などのヘリウムガス（純度が高い＝酸素0%）と混同し、風船用ヘリウムガスを直接的に吸引して死亡に至るケースがある。

## 症状
- 酸素濃度16%: 呼吸数増加、脈拍数増加、頭痛、吐き気、集中力の低下
- 酸素濃度12%: 筋力低下、めまい、吐き気、体温上昇
- 酸素濃度10%: 顔面蒼白、チアノーゼ、意識不明、嘔吐
- 酸素濃度 8%: 昏睡
- 酸素濃度 6%: 痙攣、呼吸停止

## 労働災害の防止
日本では酸素欠乏症による労働災害などを防ぐため、酸素欠乏症等防止規則が定められている。同規則及び労働安全衛生法を始めとする諸法令により、酸素欠乏危険場所における作業においては、作業主任者（酸素欠乏危険作業主任者）の選任が必要である。また毎作業日ごとに作業環境測定の実施が必要である。